# James Fiennes (2e vicomte Saye et Sele)
James Fiennes, 2e vicomte Saye et Sele (v.1602 - 15 mars 1674) est un homme politique anglais qui siège à la Chambre des communes à divers moments entre 1625 et 1660.

## Biographie
Il est le fils de William Fiennes (1er vicomte Saye et Sele), 8e baron Saye et Sele et sa femme Elizabeth Temple, fille de John Temple de Stowe .
En 1625, il est élu député de Banbury. Il est élu député d'Oxfordshire en 1626 et en 1628 et siège jusqu'en 1629 lorsque le roi Charles Ier décide de gouverner sans parlement pendant onze ans. En avril 1640, il est réélu député d'Oxfordshire au Court Parlement et en novembre 1640 pour le long Parlement et siège jusqu'en 1648 .
En 1660, il est élu député d'Oxfordshire au Parlement de la Convention . Il accède à la vicomté à la mort de son père en 1662. Il est Lord Lieutenant de l'Oxfordshire de 1668 jusqu'à sa mort.
Il est décédé à l'âge de 72 ans. Il n'a aucun enfant mâle survivant et la vicomté passe à son neveu William, fils de son frère Nathaniel Fiennes .

## Famille
Fiennes épouse Frances Cecil, fille d'Edward Cecil (1er vicomte Wimbledon) . Ils ont deux filles: 
- Frances, qui épouse Andrew Ellis, d'Alrey, comté de Flint. Ils ont un enfant, Cicely, décédé sans descendance en 1715. [3]
- Elisabeth (décédée en 1674), qui épouse John Twisleton (en). Ils ont une fille, Cecil, (qui se marie deux fois, d'abord à George Twisleton, de Wormesly dans le Yorkshire, et ensuite à Robert Mignon) [4] [3] Les baron Saye et Sele sont leurs descendants [3].